# Mississippi John Hurt

Mississippi John Hurt (Teoc (Mississippi), 8 maart 1892 - Grenada (Mississippi), 2 november 1966) was een Amerikaans bluesgitarist/zanger met een zeer bijzondere syncopische gitaarstijl. Zijn stijl wordt omschreven als countryblues of deltablues.

## Biografie
John Hurts moeder had, toen hij negen was, een gitaar gekocht. John heeft zichzelf geleerd erop te spelen en het dorpje lag dusdanig afgelegen dat er geen rondtrekkende gitaristen langskwamen. Zijn stijl was hierom volledig anders dan gebruikelijk en hij speelde zonder plectrum. De muziek klinkt alsof John Hurt twee gitaren tegelijkertijd speelt waarbij hij ritme en melodie combineert. Hij speelde voornamelijk op lokale feesten in de buurt van Avalon (Mississippi).
In 1928 werd hij opgemerkt door Tommy Rockwell, directeur van OKeh, en er werd een plaat opgenomen. Later werd hij uitgenodigd om naar New York te komen voor een tweede sessie. Hij kreeg $240 voor de opnames en keerde daarna terug naar de delta, waar hij als boerenknecht werkte. De plaat had nauwelijks bekendheid tot de jaren 60 toen vele muzikanten op zoek waren naar nieuwe muziekvormen.
In 1963 werd zijn muziek herontdekt door Tom Hoskins en hij ging op zoek naar John Hurt, die nog steeds in Mississippi bleek te wonen. Hij speelde nog verschillende malen op grote muziekfestivals, had zelfs een optreden op de Tonight Show en er werden vele artikelen geschreven over hem en zijn karakteristieke stijl van gitaarspelen. Tegen het eind van zijn leven nam hij nog drie albums op. In 1988 werd Mississippi John Hurt opgenomen in de Blues Hall of Fame.
Bekende nummers zijn Coffee Blues,  Candy Man, Frankie, Stack O'Lee (Stagolee) en Make Me A Pallet On Your Floor. Hurt werd opgenomen in de Mississippi Musicians Hall of Fame.